# Friktionsbana
Friktionsbana är vid järnvägsbygge ett mellanting mellan vanligt spår och kuggstångsbana. När stigningen är alltför stor slirar lokets hjul på rälsen i ett vanligt spår, och tåget kan inte ta sig upp. Friktionen kan då ökas genom att man lägger en tredje skena mitt i spåret, förser loket med två rullar, som hänger ned från underredet. Rullarna har vertikala axlar, och trycks horisontellt om den tredje skenan från vardera sidan. Rullarna sätts sedan i rotation av lokets maskineri, och kan på så vis hjälpa lokets ordinarie drivhjul att föra tågsättet vidare uppåt.